# Psephotus haematonotus
Il parrocchetto dal groppone rosso (Psephotus haematonotus Gould, 1838) è un uccello appartenente alla famiglia degli Psittaculidi, endemico dell'Australia. È l'unica specie del genere Psephotus.

## Descrizione
L'uccello è particolarmente snello ed elegante, lungo circa 28 cm. Il maschio ha un vivace colore verde smeraldo, col ventre giallo chiaro, la groppa rosso mattone, da cui il nome, e le ali di colore grigio verde con le punte blu-viola. Le timoniere sono invece di colore verde scuro con la punta blu-nera. I colori della femmina sono meno accesi, col ventre verde oliva pallido, le ali di un verde più scuro con i bordi blu oscuro o neri. A volte è grigia con ventre bianco ed occhi grigi. La caratteristica della groppa rossa è presente solo nel maschio. Le zampe e il becco sono grigi. Gli occhi dell'esemplare maschio sono marroni.
Come nelle altre specie degli psittacidi, esistono numerose mutazioni anche in questa specie:
diluita (con colori meno accesi), pastello (con colori molto più tenui) ma sempre mantenendo la caratteristica groppa rossa nei soggetti maschili nella maggior parte dei casi: nelle colorazioni prive della pigmentazione rossa, come la blu, l'albina e la grigia, il groppone rosso è assente.

## Distribuzione e habitat
La specie è diffusa in Australia, in particolare nella zona sud orientale, nel bacino di Murray-Darling.

## Biologia
I parrocchetti vivono in coppie o gruppi, in zone aperte che abbiano disponibilità di acqua. Evitano le coste e le zone boschive, più umide. Il progressivo estendersi di zone secche e aride, dovute alla diminuzione di foreste, ha probabilmente ingrandito il suo areale. È ora facile trovare questi uccelli nei parchi o in grandi giardini.
 A dispetto della lunga coda questo parrocchetto passa molto tempo a terra, dove è capace di muoversi con grande velocità.

### Voce
Il canto somiglia a un forte fischio, che alterna a dei richiami ripetuti, emessi con un movimento della testa dal basso verso l'alto. È sicuramente uno dei più gradevoli tra i parrocchetti.

### Riproduzione
La femmina depone tra quattro e sei uova bianche, senza macchia alcuna, che schiudono dopo 19-21 giorni. Si hanno normalmente due o tre deposizioni all'anno. I giovani raggiungono la maturità sessuale tra i 12 e i 15 mesi e possono essere sessati già nel nido.
Durante il periodo degli amori, è bene non lasciare che una sola coppia per gabbia, possibilmente da cova (cioè con la possibilità di dividerla in due mediante un apposito separé) in modo da non avere altre coppie o singoli che possano disturbare. In questo periodo la femmina è particolarmente aggressiva e può arrivare a "spiumare" o addirittura uccidere le rivali.
Durante la cova è bene non aprire il nido perché, a differenza degli agapornis e delle cocorite, il groppone è molto sospettoso e può abbandonare la cova se viene disturbato.

## Sistematica
Esistono due sottospecie:
- P. h. haematonotus
- P. h. caeruleus

Altre specie in passato attribuite a questo genere sono state aggregate al genere Psephotellus.

## Conservazione
È un animale molto diffuso in natura e negli allevamenti.
In base ai criteri della IUCN Red List la specie è considerata a basso rischio di estinzione (Least Concern).
Posizione CITES: Attuale "Allegato B" (ex appendice II) richiede denuncia di nascita presso il Servizio CITES DEL cfs territorialmente competente

## Galleria d'immagini

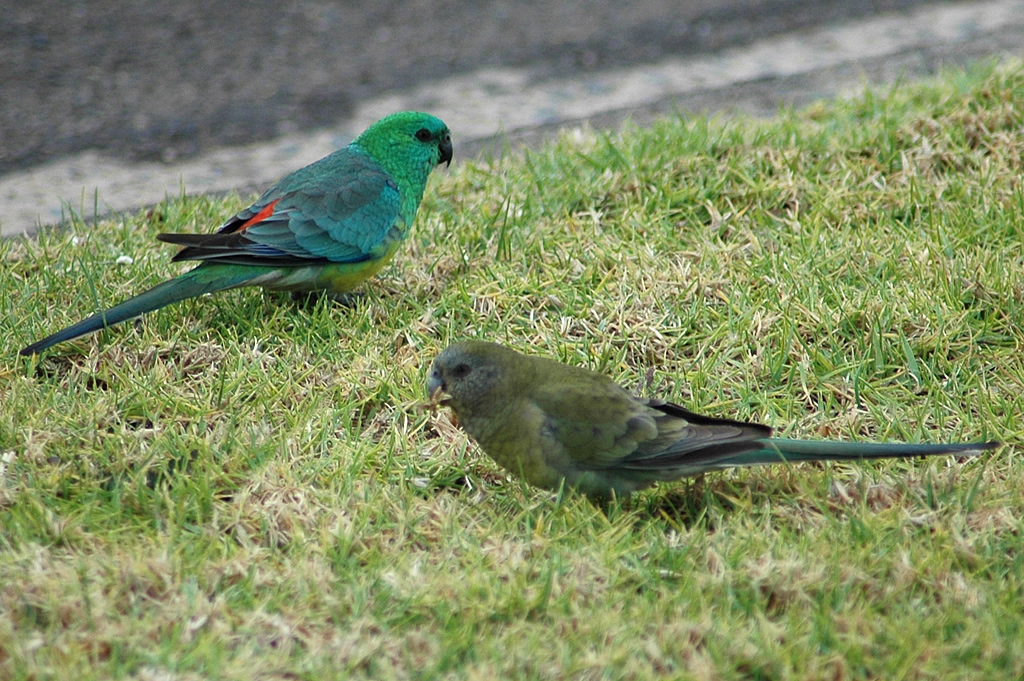
Coppia di parrocchetti dal groppone rosso selvatici (maschio e femmina).
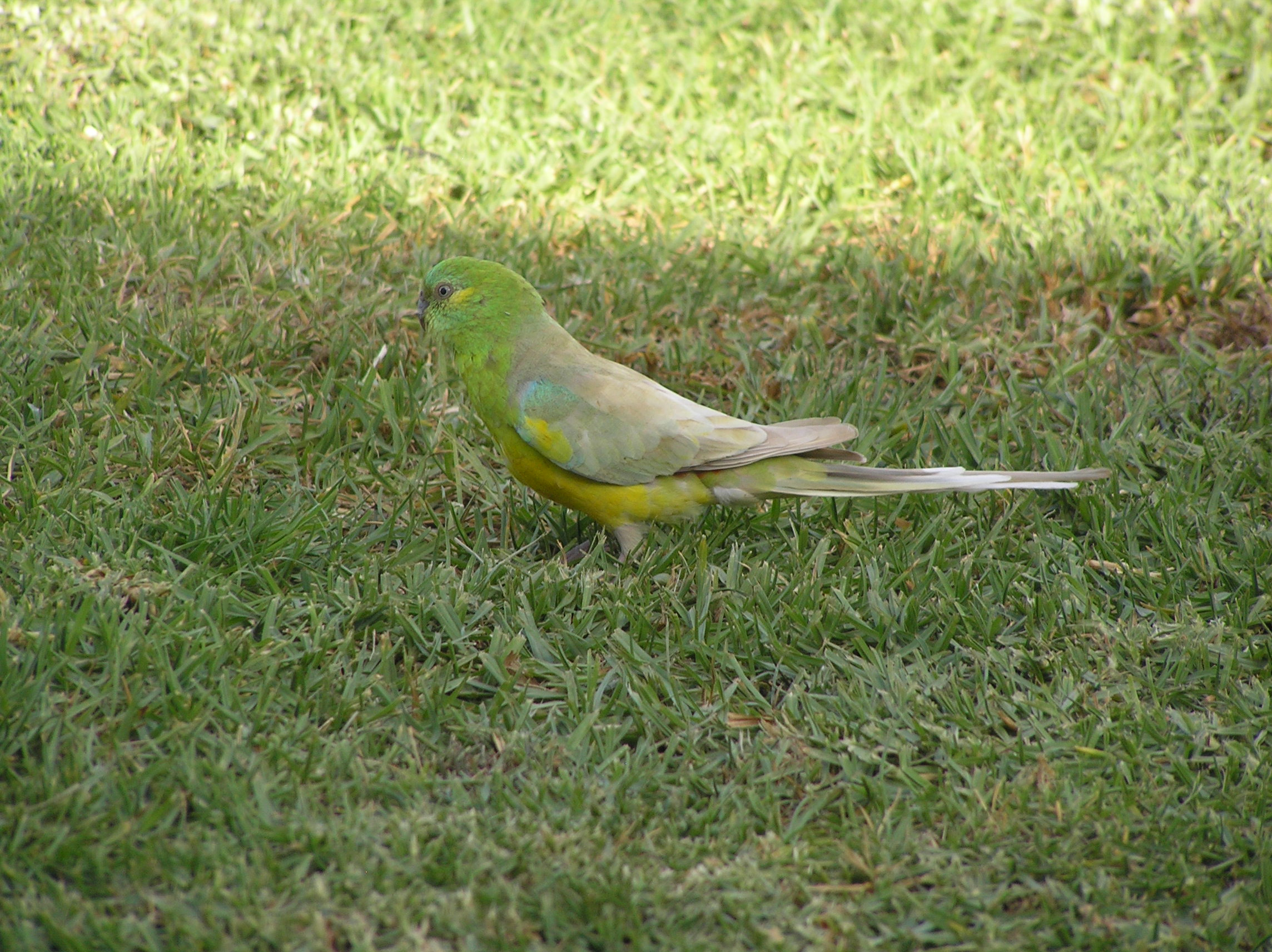
Maschio in libertà, mutazione isabella.
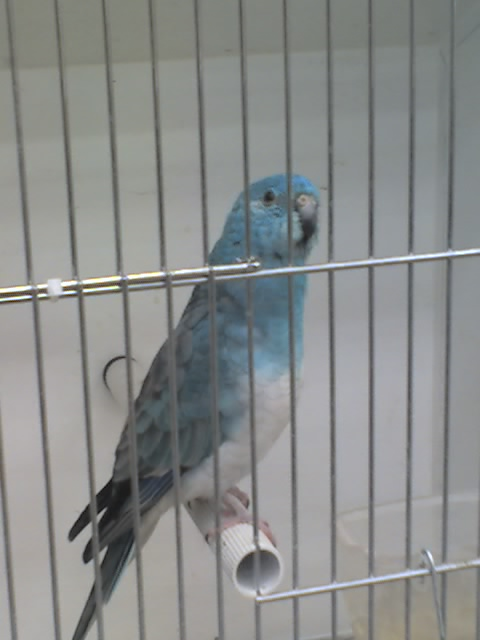
Maschio in esposizione ornitologica, mutazione blu.